# کمنش‌سنت‌مارتون
کِمِنِش‌سِنت‌مارتون (به مجاری:  Kemenesszentmárton) یک شهرداری در مجارستان است که در واش واقع شده‌است. کِمِنِش‌سِنت‌مارتون ۴٫۲۹ کیلومتر مربع مساحت و ۲۴۰ نفر جمعیت دارد.